# Troye-d’Ariège
Troye-d’Ariège – miejscowość i gmina we Francji, w regionie Oksytania, w departamencie Ariège.
Według danych na rok 1990 gminę zamieszkiwały 84 osoby, a gęstość zaludnienia wynosiła 10 osób/km² (wśród 3020 gmin regionu Midi-Pireneje Troye-d’Ariège plasuje się na 979. miejscu pod względem liczby ludności, natomiast pod względem powierzchni na miejscu 1212.).